# Vallentuna kommun
59°32′N 18°05′Ø / 59.533°N 18.083°Ø
Vallentuna er en kommune i det svenske län Stockholms län i landskapet Uppland. Kommunens administrationssenter ligger i  byen Vallentuna.
Kommunen grænser mod nord til Sigtuna-  og Norrtälje-, mod vest til  Upplands Väsby-, mod syd til Täby- og mod øst til  Österåkers kommuner.

## Byen
Vallentuna kommune har fire byer.
Indb. pr. 31. december 2005.
| #  | By         | Indbyggere |
| -- | ---------- | ---------- |
| 1. | Vallentuna | 19.732     |
| 2. | Karby      | 844        |
| 3. | Lindholmen | 810        |
| 4. | Kårsta     | 439        |